# Ijele-maskerade
De Ijele-maskerade is een festival in Nigeria, tijdens het droge seizoen, om vruchtbaarheid en een goede oogst op te roepen.
Het masker is ongeveer vier meter groot,  honderd mannen zijn in zes maanden bezig om het kostuum en een huis voor het masker te maken. De Ijele is opgebouwd uit kleurrijke materialen op een bamboe-skelet, gedecoreerd met figuren die elk aspect van het leven vertegenwoordigen.
Het masker wordt tijdens de rituele maskerade beschermd door zes bewakers, zij dragen een spiegel om kwaadwillenden te straffen. De dragers van de Ijele worden drie maanden afgeschermd van andere dorpelingen, ze hebben een speciaal dieet.
Ijele heeft een culturele, politieke en spirituele betekenis. Ook is het een populaire vorm van entertainment, jonge meisjes en jongens zingen en dansen op de tonen van de Akunechenyi-muziek.